# مارسل خلیفه
مارسل خلیفه (به عربی: مرسیل خلیفة یا مارسیل خلیفة) (زاده ۱۹۵۰) آهنگساز و خواننده و نوازنده عود لبنانی است.
از سال ۱۹۷۰ تا ۱۹۷۵ در کنسرواتوآر بیروت موسیقی تدریس می‌کرد. در ۱۹۷۶ گروه موسیقی المیادین را تشکیل داد و با آهنگ‌هایی که بر پایه شعرهای محمود درویش نوشت و اجرا کرد مشهور شد.
او از پشتیبانان مبارزه مردم فلسطین در برابر اسرائیل است و چند بار به اتهام «توهین به اعتقادات مذهبی» تحت پیگرد بوده است.